# Колодзей, Татьяна
Татьяна Колодзей (23 января 1947, София, Болгария) — российский искусствовед, коллекционер, владелец одного из самых полных собраний современного русского искусства, основатель фонда «Kolodzei Art Foundation».

## Биография
Родилась 23 января 1947 года в Софии, где работал её отец, служивший заместителем генерал-полковника С. С. Бирюзова. С 1947 года жила с семьёй в Москве. Окончила искусствоведческий факультет МГУ.
В 17 лет познакомилась с знаменитым коллекционером Георгием Костаки.

## Коллекция российского современного искусства
Первой работой, появившейся в коллекции Татьяны Колодзей , была «Монахиня» (1963) Бориса Козлова. На сегодняшний день собрание насчитывает более 7000 работ.

## Выставочные проекты на основе собрания Татьяны Колодзей
- 1989 —  «100 художников из коллекции Татьяны и Наташи Колодзей». Государственный музей искусств Узбекистана, Ташкент
- 2008 — «Москва — Нью-Йорк. Сеанс одновременной игры». Художественный музей Челси, Нью-Йорк.
- 2007 — «Москва — Нью-Йорк. Сеанс одновременной игры». ГЦСИ, Москва.[1]